# Чиле на Зимским олимпијским играма 2010.
Чиле је на Зимским олимпијским играма 2010. у Ванкуверу представљало троје такмичара у алпском скијању. Заставу Чолеа на свечаном отварању носио је Хорхе Мандру.

## Алпско скијање

### Жене
| Такмичарке   | Дисциплина       | Резултати    | Резултати     | Резултати     | Резултати     | Резултати      |
| Такмичарке   | Дисциплина       | 1. трка      | 2. трка       | Укупно        | Заостатак     | Пласман/ учес. |
| ------------ | ---------------- | ------------ | ------------- | ------------- | ------------- | -------------- |
| Ноел Бараона | Слалом           | 58,74 (50)   | 59,08 (41)    | 1:57,82       | 14,93         | 41 / 55 (78)   |
| Ноел Бараона | Суперкомбинација | 1:34,05 (31) | 50,20 (28)    | 2:24,25       | 15,11         | 28 / 28 (35)   |
| Ноел Бараона | Велеслалом       | 1:26,76 (59) | Није завршила | Није завршила | Није завршила | Није завршила  |
| Ноел Бараона | Спуст            |              |               | 1:57,47       | 13,28         | 34 / 37 (45)   |
| Ноел Бараона | Супервелеслалом  |              |               | 1:28,66       | 8,52          | 35 / 38 (53)   |

### Мушкарци
| Такмичар     | Дисциплина      | Резултати    | Резултати    | Резултати    | Резултати    | Резултати     |
| Такмичар     | Дисциплина      | 1. трка      | 2. трка      | Укупно       | Заостатак    | Пласман/учес  |
| ------------ | --------------- | ------------ | ------------ | ------------ | ------------ | ------------- |
| Хорхе Мандру | Велеслалом      | 1:24,96 (60) | 1:26,59 (50) | 2:51,55      | 13,72        | 52 / 81 (103) |
| Хорхе Мандру | Спуст           |              |              | 2:01,72      | +7,41        | 56 / 59 (64)  |
| Хорхе Мандру | Супервелеслалом |              |              | Није завршио | Није завршио | Није завршио  |
| Мауеј Гајме  | Спуст           |              |              | 1:59,76      | +5,45        | 49 / 59 (64)  |
| Мауеј Гајме  | Супервелеслалом |              |              | 1:36,56      | +6,22        | 42 / 45 (64)  |